# Jacques Castérède
Jacques Castérède (* 10. April 1926 in Paris; † 6. April 2014 in Dijon) war ein französischer Komponist.

## Leben
Nach dem Abitur am Lycée Buffon studierte Castérède 1944 bis 1953 am Conservatoire de Paris bei Tony Aubin und Olivier Messiaen. 1953 gewann er mit seiner Kantate „La Boîte de Pandore“ den Prix de Rome. Das Preisgeld erlaubte ihm einen von 1954 bis 1958 dauernden Aufenthalt in der Villa Medici (Rom).
Ab 1960 bis 1995 war er in verschiedenen Fächern Professor am Conservatoire de Paris. In den Jahren 1988 und 1998 gab er Kompositionskurse am zentralen Konservatorium von Peking, die sich vor allem auf zeitgenössische französische Musik bezogen.

## Werke
- Erste Streichersinfonie, 1952
- Bläserquintett, 1953
- Tanzsuite, 1953
- La Cour des miracles, Kammeroper, 1954
- Erstes Konzert für Klavier und Streichorchester, 1954
- Cinq danses symphoniques, 1956
- Suite en trois mouvements à la mémoire d’Arthur Honegger für Orchester, 1957
- Le Livre de Job, Oratorium für Sprecher, Sänger, gemischten Chor und Orchester, 1958
- Sonatine pour Trombone et Piano, 1958
- Basket ball, Ballett, 1959
- Le fil dAriane, sinfonische Suite, 1959
- L’Autre bout du monde, Kantate, 1960
- La Chanson du Mal-aimé, Kantate, 1960
- 2. Sinfonie, 1960
- Sophie-Dorothée, Schauspielmusik, 1962
- Messe brève de Saint Louis, 1964
- La Mythomane ou La femme et sa fable, Ballett, 1965
- Zweites Konzert für Klavier und Orchester, 1970
- Erstes Konzert für Gitarre und Orchester, 1973
- Hymn sur un poème de Walt Whitman, 1973
- Arithmophonie für Schlagzeugensemble, 1974
- Pianologie für drei Klaviere, 1977
- Liturgies de la Vie et de la Mort, 1980
- Jusqu’à mon dernier souffle für Blasorchester, Schlagzeug und Sprecher auf Texte von Victor Hugo und Paul Éluard, 1986
- Zweites Konzert für Gitarre, Streichorchester und Schlagzeug, 1986
- Domine, Dominus noster für Orgel, 1990
- Pour un Tombeau de Frédéric Chopin für Klavier, 1991
- La Voie Ecarlate. Passion de Sainte Foy, Oper, 2000